# Uğur Yücel

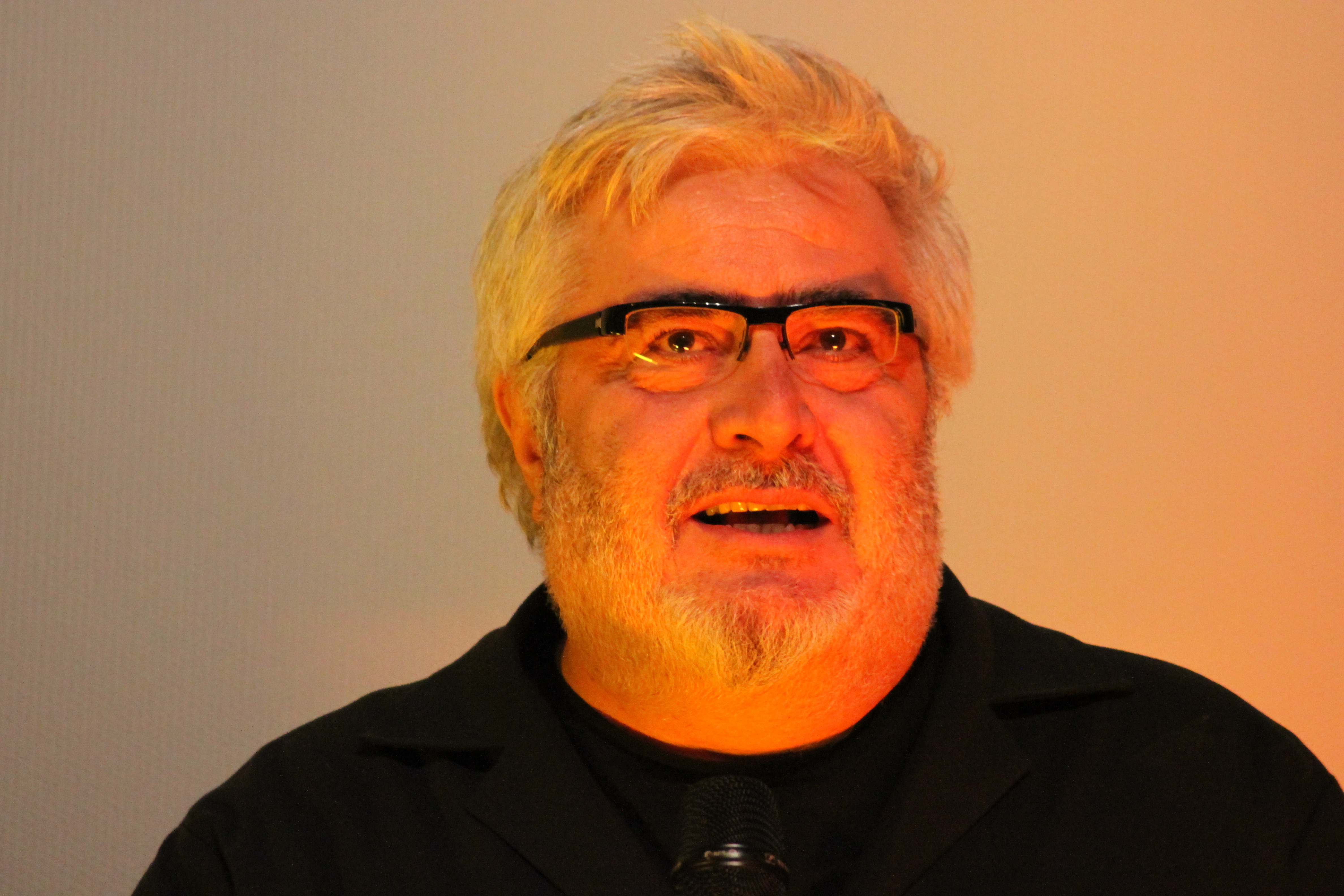
Uğur Yücel im Februar 2013 bei der 63. Berlinale

Uğur Yücel (* 26. Mai 1957 in Istanbul, Türkei) ist ein türkischer Schauspieler, Kabarettist, Filmproduzent und ein Filmregisseur.

## Leben
Uğur besuchte die İstanbul Belediye Konservatuarı Tiyatro Bölümü. Er nahm an einigen Theaterstücken zwischen 1975 und 1984 im Kenter Tiyatosu, Tef Kaber, im Dormen Theater und im Şan Müzikholü teil. Seine ersten wichtigen Rollen waren in den Filmen Selamsız Bandosu und Muhsin Bey (1987). Erfolgreich war er auch, als er an der populären Produktion Eşkıya teilnahm. Sein Antikriegsfilm Yazı Tura – Kopf oder Zahl (2004), den er selbst schrieb und inszenierte, erhielt zahlreiche Auszeichnungen in der Türkei.
Außerhalb der Türkei wirkte er bislang vor allem in Filmen Fatih Akıns mit. In Soul Kitchen spielte er beispielsweise einen alternativen Mediziner.

## Filmografie
| Filme (Schauspieler) - 1985: Aşık oldum - 1986: Milyarder - 1987: Teyzem - 1987: Selamsız bandosu - 1987: Mr. Muhsin - 1989: Arabesk - 1996: Eşkıya - 2000: Balalayka - 2006: Hayatımın Kadınısın - 2009: Soul Kitchen - 2009: New York, I love you - 2010: Die Drachenfalle – Ejder Kapani (Ejder Kapanı) - 2013: Benim Dünyam - 2022: Rheingold Serien (Schauspieler) - 1994: Aziz Ahmet - 2001: Karanlıkta koşanlar - 2003: Alacakaranlık - 2005: Hırsız polis - 2008/2009: Canım ailem - 2017: Içerde - 2018: Nefes Nefese - 2025: bir ihtimal daha var | Drehbuch - 2001: Karanlıkta koşanlar (Fernsehserie) - 2004: Yazı Tura – Kopf oder Zahl - 2005: Ramon - 2006: Hayatımın Kadınısın - 2013: Aramızda Kalsın Regisseur - 1999: İkinci bahar (Fernsehserie) - 2001: Karanlıkta koşanlar (Fernsehserie) - 2004: Yazı Tura – Kopf oder Zahl - 2005: Ramon - 2006: Hayatımın Kadınısın - 2010: Die Drachenfalle (Ejder Kapanı) Filmproduzent - 1996: Eşkıya - 2004: Yazı Tura – Kopf oder Zahl Filmmusik - 1999: Azize: Bir laleli hikayesi - 1999: Gemide |

## Auszeichnungen
- 1987: 24. Antalya Film Şenliği (Antalya Film Festival), Muhsin Bey, Bester Schauspieler
- 2004: 41. Antalya Film Şenliği (Antalya Film Festival), Yazı Tura, Bester Film
- 2004: 41. Antalya Film Şenliği (Antalya Film Festival), Yazı Tura, Bestes Drehbuch
- 2004: 41. Antalya Film Şenliği (Antalya Film Festival), Yazı Tura, Bester Regisseur
- 2005: 16. Ankara Film Festivali (Ankara Film Festival), Yazı Tura, Mahmut-Tali-Öngören-Preis
- 2005: Nürnberg Türkiye/Almanya Film Festivali, Yazı Tura, Bester Film
- 2005: 24. İstanbul Film Festivali (İstanbul Film Festival), Yazı Tura, Bester Regisseur
- 2005: 24. İstanbul Film Festivali (İstanbul Film Festival), Yazı Tura, Jury-Preis
- 2005: 12. Adana Altın Koza Film Şenliği, Yazı Tura, Bester Regisseur